# Langental (Stubai)
Das Langental ist ein orographisch rechtes Seitental des Stubaitals im österreichischen Land Tirol und gehört zu den Stubaier Alpen.
Das Tal wird vom Langentalbach durchflossen, der in die Ruetz mündet. In ihm liegen (von Nord nach Süd, also taleinwärts) die Bsuchalm, die Langentalalm und die Grüblalm (verfallen).

## Zugang
Von Spitz im Stubaital, wo sich eine Bushaltestelle und ein Parkplatz befinden, bis zur Bsuchalm führt ein Fahrweg. Dort steht ein Gasthaus, daneben eine Kapelle und die Talstation der Materialseilbahn zur Nürnberger Hütte, deren Zugangsweg hier vorbeiführt.

## Nachweis
1. ↑  Bsuchalm im Langental auf «austrianmap.at».